# Pois vivace
Lathyrus latifolius
Espèce
Classification phylogénétique
Le Pois vivace (Lathyrus latifolius) est une espèce de plantes à fleurs de la famille des Fabaceae (de la sous-famille des Faboideae selon la classification phylogénétique). C'est une plante herbacée spontanée en Europe et en Afrique du Nord. Elle est cultivée comme fleur de jardin, appréciée pour ses fleurs roses s'épanouissant en été.
Elle est également appelée « gesse à larges feuilles » ou « pois de Chine ».

## Description
C'est une plante vivace vigoureuse, grimpante grâce à des vrilles, elle peut atteindre une hauteur de deux à trois mètres. Les tiges sont ailées. Les feuilles sont formées de deux paires de folioles. Les folioles sont de largeur très variables (3 à 25 mm). Les vrilles sont peu nombreuses.
Les fleurs papilionacées assez grandes, de couleur rose pourpre, sont groupées en grappes axillaires par 10 à 15 fleurs.

### Caractéristiques
Organes reproducteurs
- Couleur dominante des fleurs : rose
- Période de floraison : juillet-septembre
- Inflorescence : racème simple
- Sexualité : hermaphrodite
- Pollinisation : entomogame

Graine
- Fruit : gousse
- Dissémination : barochore

Habitat et répartition
- Habitat type : ourlets basophiles médioeuropéens, xérophiles
- Aire de répartition : européen méridional

Données d'après : Julve, Ph., 1998 ff. - Baseflor. Index botanique, écologique et chorologique de la flore de France. Version : 23 avril 2004.

## Distribution
C'est une espèce spontanée en Afrique du Nord (Algérie, Maroc, Tunisie) et en Europe (France, Espagne, Portugal, Italie, Suisse, Autriche, Hongrie, Ukraine, Balkans, Grèce). C'est une plante de mi-ombre ou de lumière qui s'acclimate facilement dans les friches et les prairies.

## Utilisation
Elle est cultivée de nos jours dans tous les pays tempérés et souvent naturalisée.
Elle est considérée comme envahissante en Bretagne.

## Synonyme
- Lathyrus purpureus Gilib.